# 中川コロナワールド
中川コロナワールド（なかがわコロナワールド、英: Nakagawa Korona World）は、愛知県名古屋市中川区江松3丁目110にある複合型娯楽施設。愛知県小牧市に本社を置くコロナワールドが運営している。

## 歴史
1995年（平成7年）12月23日、愛知県小牧市に本社を置くコロナワールドによって、国道1号の三日月橋西詰に中川コロナワールドがオープンした。映画館の「中川コロナシネマワールド」を核とし、パチンコ店、ボウリング場などが同日にオープンしている。同日には安城市に安城コロナワールドもオープンしており、中川と安城の両施設はコロナグループの集大成と位置付けられている。
2013年（平成25年）4月にはリニューアルオープンし、中川コロナシネマワールドに日本で初めてとなる「4DX」が導入された。「4DX」は子供などに人気があり、『アメイジング・スパイダーマン2』は全国の劇場別興行収入ランキングで1位になった週もある。

## 中川コロナシネマワールド
中川コロナシネマワールド（Nakagawa Korona Cinema World）は、全12スクリーン、計1,610席の映画館（シネマコンプレックス）である。

### 映画館のスクリーン数と座席数
| No.          | 座席数 |
| ------------ | ------ |
| スクリーン1  | 350席  |
| スクリーン2  | 112席  |
| スクリーン3  | 275席  |
| スクリーン4  | 135席  |
| スクリーン5  | 62席   |
| スクリーン6  | 112席  |
| スクリーン7  | 62席   |
| スクリーン8  | 83席   |
| スクリーン9  | 201席  |
| スクリーン10 | 124席  |
| スクリーン11 | 47席   |
| スクリーン12 | 47席   |

スクリーン1はBarco社製のレーザープロジェクターを導入、スクリーン2は日本初の4DXを導入、スクリーン3はDOLBY SURROUND 7.1に対応している。

## 店舗内容

### 1階
- 亜熱帯（ネットカフェ）

### 2階
- パチンココロナ（パチンコ店）
- コロナの湯中川店（天然温泉・スーパー銭湯）
- 中川メトロポリス（ゲームセンター）
- JOYJOY（カラオケ店）
- フードコート

### 3階
- 駐車場

### 4階
- 中川コロナシネマワールド（映画館）

### 5階
- 駐車場

### 屋上
- 駐車場

## 交通アクセス
公共交通機関でのアクセスが不便な場所にあるため、JR関西本線の八田駅・名古屋市営地下鉄東山線の高畑駅から無料シャトルバスが運行されている。一応これらの駅から名古屋市営バスでもアクセス可能。最寄りバス停は江松で、本数の多い一つ手前の権野からも比較的近い。権野バス停からは新川に架かる三日月橋を渡る必要がある。距離的には近鉄名古屋線の伏屋駅が最寄りの鉄道駅となるが、徒歩で30分以上かかる。